# Ospedale San Paolo (Savona)
L'Ospedale San Paolo è una istituzione ospedaliera della città di Savona, in Liguria.
Fondato nel XVI secolo, l'ospedale San Paolo fa parte della rete dell'Azienda sanitaria locale 2 Savonese, che include anche gli ospedali Santa Maria di Misericordia di Albenga, San Giuseppe di Cairo Montenotte e Santa Corona di Pietra Ligure.

## Storia

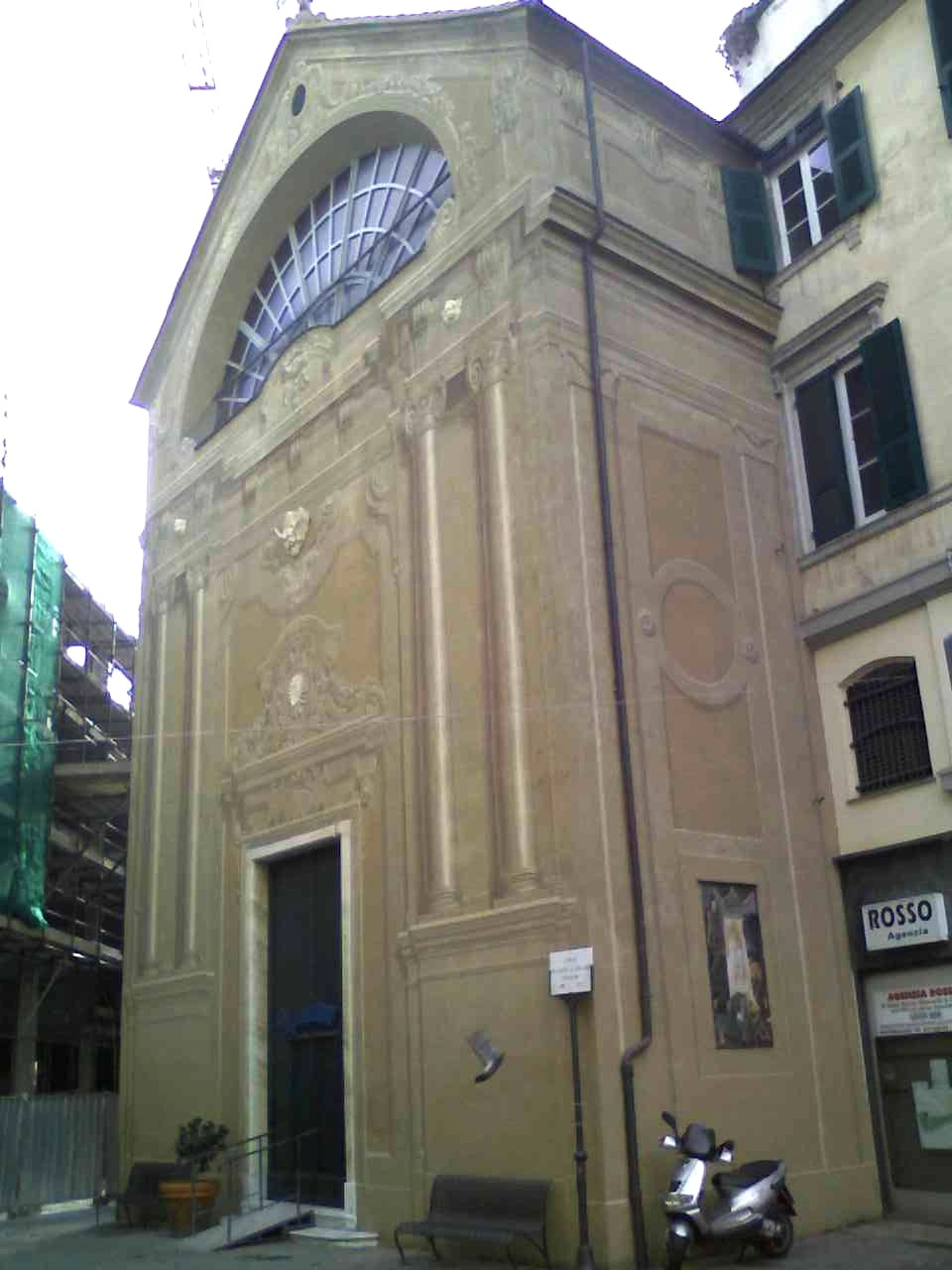
Il convento della SS. Annunziata (oggi Oratorio del Cristo Risorto) ospitò l'ospedale San Paolo dal XVI al XIX secolo.

### Origini
A metà del XIV secolo la Confraternita di disciplinati del Terz'ordine di San Domenico fondò un "Ospedale grande di misericordia", così denominato per la ricchezza del patrimonio di cui disponeva, per la quantità dei lasciti che amministrava e per la vastità del settore assistenziale che ricopriva, tanto da essere considerato l'ospedale per eccellenza a Savona. Alla finalità iniziale di ospitare i pellegrini, distribuire doti nuziali e sussidi ai poveri e assicurare assistenza medica, si aggiunsero gradualmente la fornitura di vitto ai carcerati, civili e criminali, e la cura e il ricovero per i vecchi e i fanciulli esposti. Il periodo di maggiore attività dell'Ospedale grande di Misericordia, detto Scagno, fu compreso tra i secoli XIV e XVI; in seguito le sue funzioni furono ereditate prima dall'Ospedale di San Lazzaro e in seguito dall'Ospedale San Paolo, mentre nel 1536 l'attività di assistenza a bambini e anziani indigenti passò alla nuova Opera pia di Nostra Signora di Misericordia. Alla fine del Cinquecento anche l'attività di assistenza sanitaria cessò e l'Ospedale grande rimase impegnato nelle opere umanitarie.
All'inizio del XVI secolo la Compagnia di San Paolo fondò un proprio ospedale, con lo scopo di occuparsi della cura degli ammalati in città. Risale al 29 aprile 1513 il riferimento allo Hospitalis Societatis Sancti Pauli, contenuto in un lascito testamentario rogato dal notaio Giacomo Giordani.
Nel 1517, grazie anche ad un'ingente sovvenzione da parte del Comune di Savona, venne realizzato un ospedale sul Priamar. In seguito il Consiglio grande del Comune concesse all'Ospedale l'esenzione dalle gabelle di tutti i generi necessari all'alimentazione dei poveri e lo autorizzò ad annettere tutti i redditi spettanti all'Ospedale degli incurabili di San Lazzaro.
Dopo la distruzione del Priamar nel 1542 per costruirvi la fortezza, attorno al 1549 la Compagnia di San Paolo eresse un nuovo ospedale nella zona del Monastero dell'Annunziata. Nel 1615 furono approvati con decreto dogale i capitoli, deliberati già a partire dal secondo quarto del XVI secolo e successivamente modificati dalla Compagnia di carità, deputata alla gestione dell'ospedale: in base ai capitoli, la Compagnia eleggeva al suo interno il padre, il sottopadre e i protettori dell'opera pia.
Nel 1647 fu aggiunta una nuova ala destinata alle donne.. Nel 1666 venne realizzata la nuova farmacia ospedaliera, per la quale vennero realizzati eleganti vasi in maiolica con l'effige di San Paolo, oggi esposti presso il museo della maiolica di Savona.
Nel 1805, durante l'epoca napoleonica, la Compagnia di carità fu estromessa dalla gestione dell'ospedale e, per effetto di alcune leggi francesi risalenti agli anni 1796-1800, la nomina delle commissioni amministrative degli istituti pii fu attribuita ai comuni. Nel 1806 il prefetto del Dipartimento di Montenotte pose l'Ospedale San Paolo e l'Ospizio dei poveri di Nostra Signora di Misericordia sotto un'unica amministrazione, denominata Commissione amministrativa degli Ospizi di Savona, la cui nomina era attribuita al Governo (i due ospedali furono poi di nuovo posti sotto due amministrazioni distinte nel 1898).

### L'ospedale sabaudo

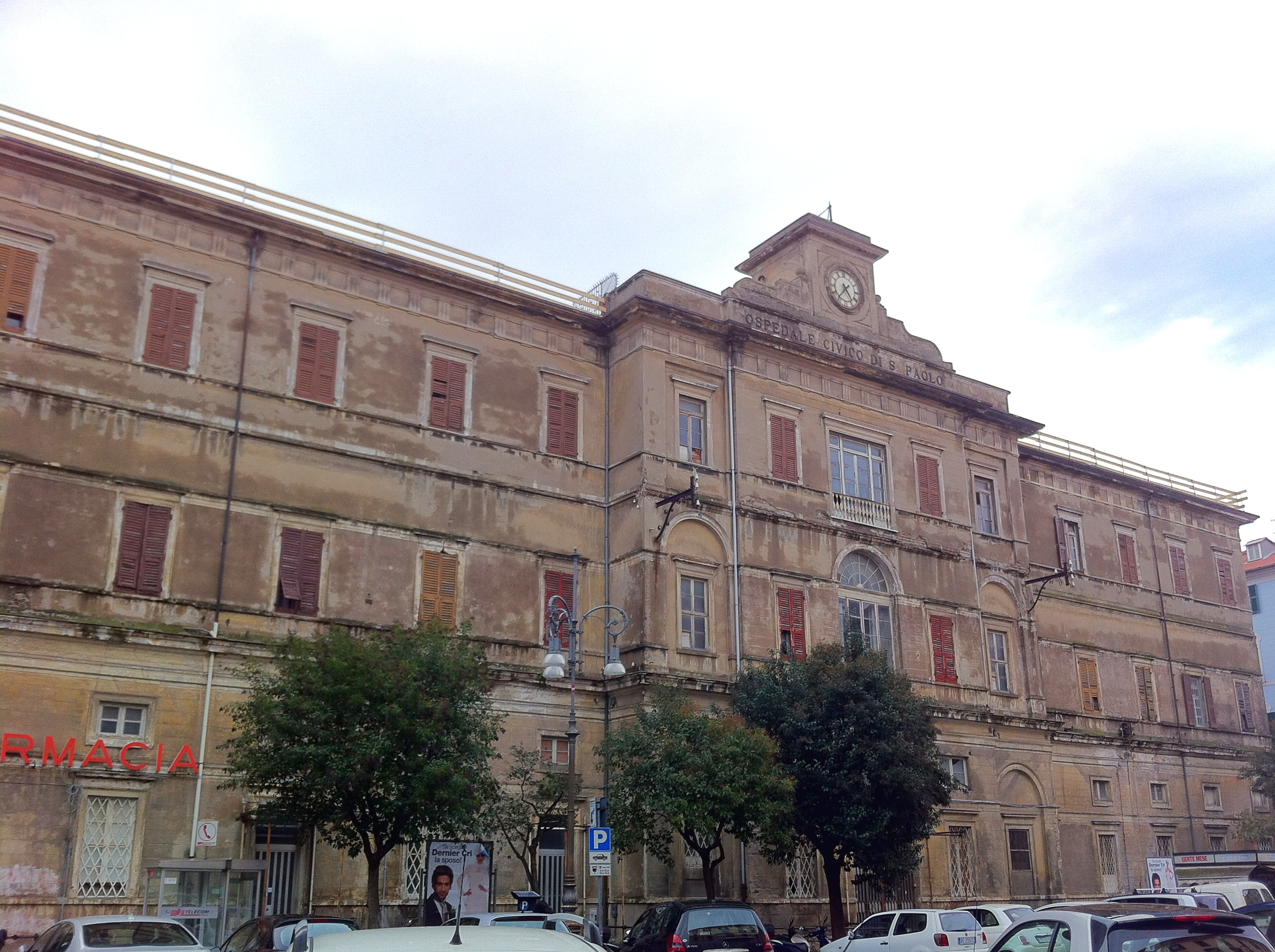
Facciata settentrionale del palazzo dell'ex Ospedale Civico San Paolo in piazza Giulio II, progettato da Carlo Sada di Bellagio.

A seguito dell'aumento della popolazione, il 25 novembre 1842 il Comune di Savona bandì un concorso pubblico per la costruzione di un nuovo ospedale civico, aggiudicando il progetto all'architetto Carlo Sada di Bellagio (1809-1873) il 22 dicembre 1843. I lavori del nuovo palazzo, realizzato alle porte della città medievale, furono diretti dall'architetto savonese Giuseppe Cortese. Nel 1856 fu ratificata la convenzione tra il Comune e l'Amministrazione degli Ospizi con l'obbligo di assumere la denominazione "Ospedale civico di San Paolo". L'ospedale venne inaugurato il 14 ottobre 1857 e per l'epoca era uno dei più grandi e moderni del Regno di Sardegna, con circa 500 posti letto. Durante le vicende belliche del 1859 divenne un ospedale militare, curando oltre mille feriti, 500 dei quali dell'esercito francese. Nel 1880 venne allestita nella struttura ospedaliera una pinacoteca, che rimase aperta per circa venti anni. Con il nuovo sviluppo urbano del XIX secolo si venne a trovare in posizione centralissima, tra Corso Italia e piazza Giulio II.

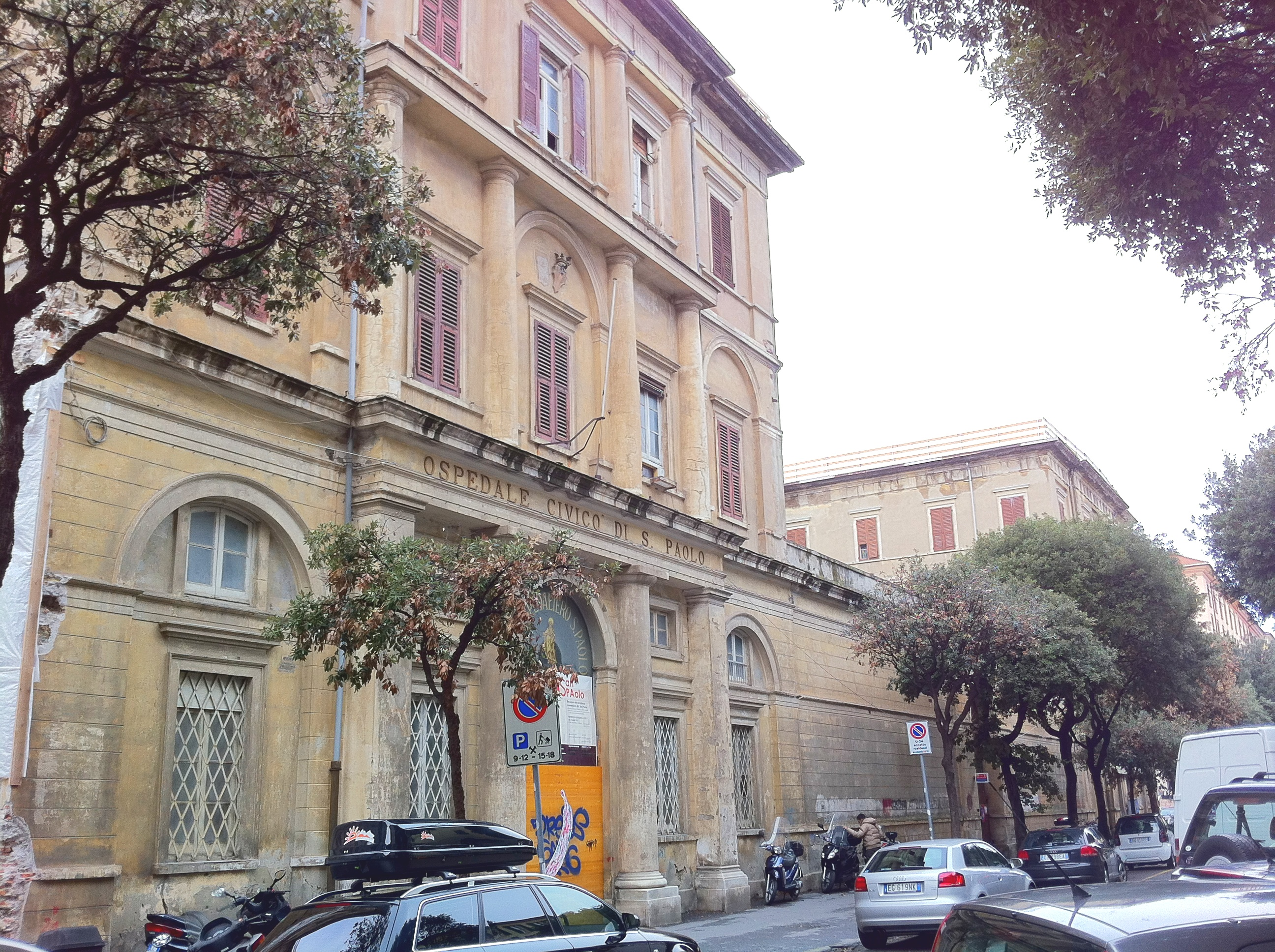
Ex ospedale San Paolo (facciata orientale)

Agli inizi del XX secolo, a seguito del notevole aumento del numero di abitanti della città, la capienza dell'ospedale iniziò ad essere insufficiente e si iniziò a valutarne l'ampliamento o il trasferimento in un'altra zona. Inizialmente, tra il 1928 e il 1931, il palazzo ottocentesco venne innalzato costruendo un secondo piano.

### L'ospedale moderno

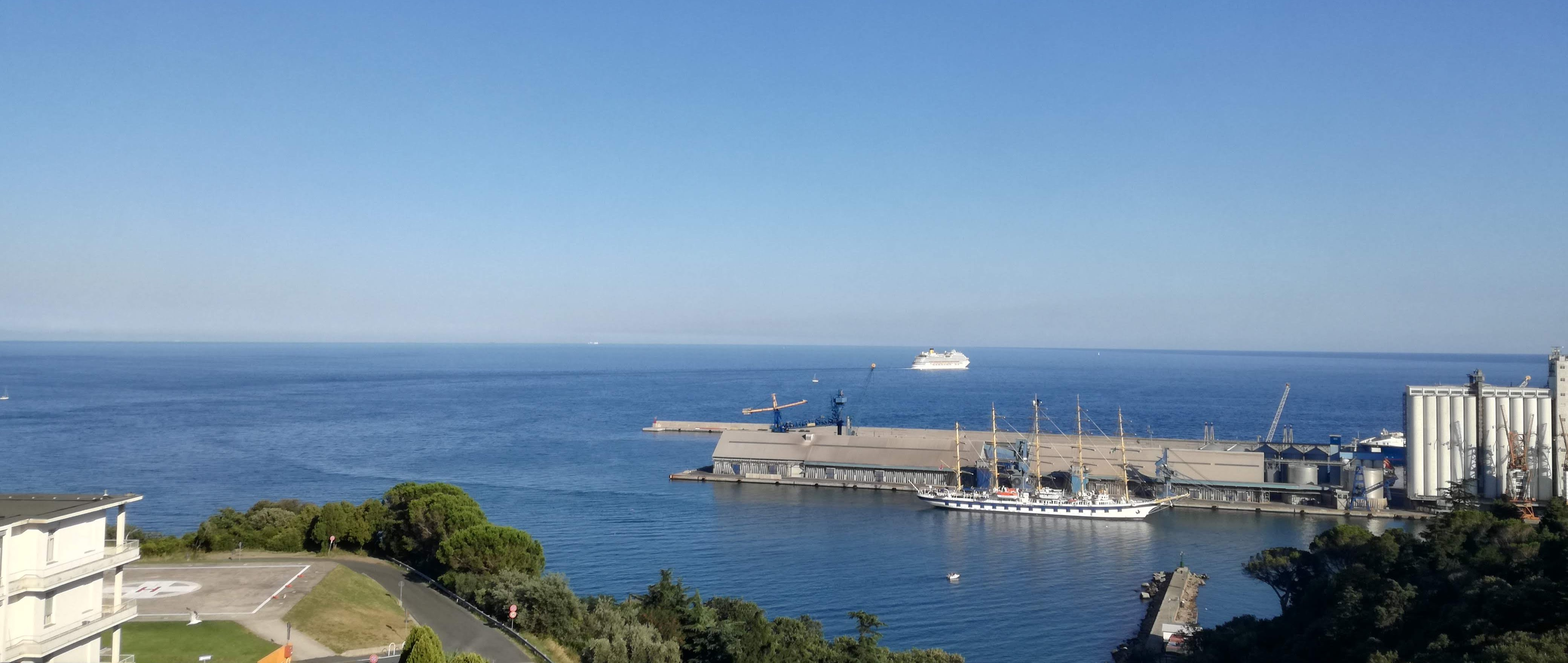
La vista panoramica offerta dall'ospedale, posto in alto, (con l'eliporto a Sx) sito nella parte savonese che confina con Albissola Marina da cui dista 2 km. La totalità dei dipendenti della Asl2 è di 4.267 unità (giugno 2025) distribuiti fra questo ospedale, quello grande di Pietra Ligure, quello albenganese e quello di Cairo Montenotte

Nel mese di agosto del 1935, l'amministrazione ospedaliera accettò la donazione da parte del Comune di Savona di un terreno situato nella zona di Valloria, su una collina con un dislivello di circa cinquanta metri sul livello del mare. All'epoca su quest'area sorgeva una piccola struttura adibita a ospitare gli ammalati di tubercolosi. Tra il 1937 e il 1938 venne indetto un concorso per la realizzazione del nuovo ospedale. Inizialmente, tra i progetti di vari architetti, il preferito sembrò essere quello dei genovesi Antonio e Angelo Sibilla.
Con la Seconda guerra mondiale il progetto fu interrotto per essere poi ripreso e revisionato nel 1955 ed approvato definitivamente nel 1958. Mentre inizialmente si era prevista una struttura con più padiglioni, il progetto definitivo sancì la realizzazione di una struttura monoblocco. I lavori del nuovo ospedale iniziarono all'inizio degli anni 1960 e nel mese di novembre del 1968 entrarono in esercizio i primi locali disponibili a Valloria, con il trasferimento dei reparti di Medicina generale, Dermatologia e Neurologia. Il completamento dei lavori ed il conseguente trasferimento di tutti gli altri reparti avvenne invece tra gli anni '80 e '90.
La struttura ospedaliera viene utilizzata dall'Università degli Studi di Genova nei corsi di Scienze infermieristiche e fisioterapia.
L'ospedale San Paolo ha accumulato nel corso dei secoli un certo numero di opere d'arte, donate dagli artisti locali, come statue, quadri (a volte poi trasferiti altrove) e ceramiche  come i vasi da farmacia.

## Reparti
Dipartimento chirurgie
- Urologia
- Chirurgia Vascolare
- Chirurgia Generale
- Chirurgia Laparoscopica
- Chirurgia Epatobiliopancreatica
- Day Surgery Multidisciplinare

Dipartimento medicina
- Medicina Interna 1 ed Ematologia
- Oncologia
- Medicina interna 2 e cure intermedie
- Gastroenterologia e endoscopia digestiva
- Endocrinologia e Diabetologia
- Area Critica

Dipartimento specialità mediche	
- Nefrologia e Dialisi
- Dermatologia
- Malattie Infettive
- Pneumologia

Dipartimento testa-collo
- Otorinolaringoiatria
- Neurologia

Dipartimento di ortopedia
- Ortopedia e Traumatologia
- Chirurgia della Mano

Dipartimento riabilitazione	
- Recupero rieducazione funzionale

Dipartimento di immagini	
- Fisica sanitaria
- Radiologia diagnostica ed interventistica
- Radioterapia

Dipartimento di emergenza	
- Cardiologia e unità coronarica
- Anestesia e Rianimazione
- Emergenze Intraospedaliere
- Pronto Soccorso e medicina d'urgenza
- 118

Dipartimento materno infantile	
- Ostetricia e Ginecologia
- Pediatria e neonatologia

Dipartimento di salute mentale e dipendenze	
- Servizio psichiatrico di Diagnosi e cura
- Area Urgenza/ Emergenza Psichiatrica
- Psicologia Clinica

Dipartimento di patologia clinica	
- Laboratorio di patologia clinica
- Immunoematologia e medicina trasfusionale
- Anatomia patologica e istologica

Area Farmaceutica Presidio Ospedaliero Savona-Cairo
- Farmacia

## Monumento ai partigiani, associazioni
Nel piazzale interno dell'ospedale, è presente un cippo posto in memoria di tredici partigiani che furono giustiziati in questo luogo dai nazifascisti all'alba del 5 aprile 1944. Questo monumento fu realizzato pochi mesi dopo la fine della guerra da Giorgio Gatti, fratello di Edoardo Gatti, uno degli uomini uccisi. A un altro partigiano, il savonese Romano Magnaldi, è stato intitolato il reparto di "Nefrologia, Dialisi e Trapianto" del nosocomio.
Volontariato
All'interno dell'ospedale esiste la sede dell' A.V.O. (Associazione volontari ospedalieri), fondata a Milano nel 1975 dal Professor Erminio Longhini (1928-2016), premiato dal Presidente Ciampi per la sanità pubblica, medico lombardo.

## Collegamenti
L'ospedale dista 3 km. dalla stazione di Savona; 3,5 km. da quella confinante di Albisola; 6,3 km.dal casello autostradale savonese; 3,8 km. dal casello di Albisola Superiore; 2,3 km. dal Comune di Savona (corso Italia); 39 km. (via autostrada) dall'ospedale Santa Corona (Pietra Ligure).